# Primera División 1960 (Argentinië)
In 1960 werd het 30ste profseizoen gespeeld van de Primera División, de hoogste voetbaldivisie van Argentinië. Independiente werd kampioen. 

## Eindstand
| Plaats | Club                           | Wed. | W  | G  | V  | Saldo | Ptn. |
| ------ | ------------------------------ | ---- | -- | -- | -- | ----- | ---- |
| 01.    | CA Independiente               | 30   | 17 | 7  | 6  | 49:33 | 41   |
| 02.    | CA River Plate                 | 30   | 16 | 7  | 7  | 46:29 | 39   |
| 03.    | Argentinos Juniors             | 30   | 15 | 9  | 6  | 68:48 | 39   |
| 04.    | Racing Club                    | 30   | 14 | 9  | 7  | 72:43 | 37   |
| 05.    | CA Boca Juniors                | 30   | 13 | 11 | 6  | 58:36 | 37   |
| 06.    | CA San Lorenzo de Almagro      | 30   | 14 | 8  | 8  | 71:45 | 36   |
| 07.    | CA Vélez Sársfield             | 30   | 12 | 9  | 9  | 48:46 | 33   |
| 08.    | CA Rosario Central             | 30   | 10 | 9  | 11 | 55:71 | 29   |
| 09.    | Chacarita Juniors (P)          | 30   | 9  | 10 | 11 | 50:53 | 28   |
| 10.    | CA Huracán                     | 30   | 10 | 8  | 12 | 48:45 | 28   |
| 11.    | CA Atlanta                     | 30   | 8  | 11 | 11 | 49:56 | 27   |
| 12.    | Gimnasia y Esgrima de La Plata | 30   | 9  | 7  | 14 | 50:60 | 25   |
| 13.    | Estudiantes de La Plata        | 30   | 9  | 5  | 16 | 44:69 | 23   |
| 14.    | CA Lanús                       | 30   | 5  | 11 | 14 | 38:54 | 21   |
| 15.    | Ferro Carril Oeste             | 30   | 5  | 9  | 16 | 28:58 | 19   |
| 16.    | CA Newell’s Old Boys           | 30   | 6  | 6  | 18 | 38:66 | 18   |

|     | Kampioen    |
| (P) | Promovendus |

### Degradatietabel
De club met het slechtste gemiddelde degradeerde. 
| Pos | Club                    | 1958 | 1959 | 1960 | Totaal | Gemiddelde |
| --- | ----------------------- | ---- | ---- | ---- | ------ | ---------- |
| 1º  | San Lorenzo             | 38   | 45   | 36   | 119    | 39,67      |
| 2º  | Racing Club             | 41   | 38   | 37   | 116    | 38,67      |
| 3º  | Independiente           | 33   | 33   | 41   | 107    | 35,67      |
| 4º  | River Plate             | 35   | 32   | 39   | 106    | 35,33      |
| 5º  | Boca Juniors            | 38   | 30   | 37   | 105    | 35,00      |
| 6º  | Atlanta                 | 36   | 32   | 27   | 95     | 31,67      |
| 7º  | Vélez Sársfield         | 34   | 26   | 33   | 93     | 31,00      |
| 8º  | Argentinos Juniors      | 25   | 25   | 39   | 89     | 29,67      |
| 9º  | Rosario Central         | 35   | 23   | 29   | 87     | 29,00      |
| 10º | Huracán                 | 27   | 30   | 28   | 85     | 28,33      |
| 11º | Chacarita Juniors       | -    | -    | 28   | 28     | 28,00      |
| 12º | Estudiantes             | 31   | 28   | 23   | 82     | 27,33      |
| 13º | Ferro Carril Oeste      | -    | 33   | 19   | 52     | 26,00      |
| 14º | Gimnasia y Esgrima (LP) | 24   | 25   | 25   | 74     | 24,67      |
| 15º | Lanús                   | 25   | 27   | 21   | 73     | 24,33      |
| 16º | Newell's Old Boys       | 17   | 32   | 18   | 67     | 22,33      |

|  | Degradatie |

## Topscorers
| Speler              | Speler            | Goals | Team                      |
| ------------------- | ----------------- | ----- | ------------------------- |
| Vlag van Argentinië | José Sanfilippo   | 34    | San Lorenzo               |
| Vlag van Argentinië | Osvaldo Carceo    | 21    | Argentinos Juniors        |
| Vlag van Argentinië | Rubén Héctor Sosa | 20    | Racing Club de Avellaneda |
| Vlag van Argentinië | Urbano Reynoso    | 19    | Gimnasia y Esgrima (LP)   |
| Vlag van Argentinië | Eugenio Callá     | 19    | Vélez Sársfield           |